# Új-kaledóniai bozótguvat
A új-kaledóniai bozótguvat (Gallirallus lafresnayanus), a madarak osztályának darualakúak (Gruiformes) rendjébe, a guvatfélék (Rallidae) családjába tartozó faj.
Az ismert 17 példányát 1860-1890 között gyűjtötték be. 1960-ban és 1984-ben meg nem erősített forrásból származó információk szerint néhány példányát látták a magas hegyekben, ahová a ragadozók elől menekült. 1998-ban a megtalálására indított keresés nem járt sikerrel, így csak feltételezhető a létezése. A Rallicola piageti nevű tetű kizárólag ezen faj példányain volt megtalálható.

## Elnevezése
Tudományos neve a francia ornitológusnak, Frederic de Lafresnaye-nak állít emléket.

## Előfordulása
Kizárólagosan az Csendes-óceánon található, Új-Kaledónián honos. A természetes élőhelye hegyvidéki erdők.

## Megjelenése
Átlagos testhossza 44 centiméter. Tollazata felül barna, alul szürke.

## Életmódja
Elsősorban gerinctelenekkel táplálkozik.

## Fordítás
- Ez a szócikk részben vagy egészben  a   Râle de Lafresnaye című francia Wikipédia-szócikk ezen változatának fordításán alapul.  Az eredeti cikk szerkesztőit annak laptörténete sorolja fel. Ez a jelzés csupán a megfogalmazás eredetét és a szerzői jogokat jelzi, nem szolgál a cikkben szereplő információk forrásmegjelöléseként.

## Külső hivatkozások
- Képek az interneten a fajról